# جايمي فالي منديز
جايمي فالي منديز (بالإسبانية: Jaime Valle Méndez)‏ هو مهندس مكسيكي، (ولد في ولاية سان لويس بوتوسي في المكسيك 1941  م).